# 比恩氏鏢鱸
比恩氏鏢鱸為輻鰭魚綱鱸形目鱸亞目河鱸科的其中一種，分布於美國密西西比河流域，體長可達7.2公分，棲息在沙底質的溪流中，屬肉食性。

## 外部連結
- 比恩氏鏢鱸的圖片